# 1976-os Formula–1 belga nagydíj
A belga nagydíj volt az 1976-os Formula–1 világbajnokság ötödik futama.

## Futam
| Helyezés | #  | Versenyző          | Csapat/Motor       | Körök | Idő/Kiesés oka | Rajthely | Pontszám |
| -------- | -- | ------------------ | ------------------ | ----- | -------------- | -------- | -------- |
| 1        | 1  | Niki Lauda         | Ferrari            | 70    | 1:42:53,23     | 1        | 9        |
| 2        | 2  | Clay Regazzoni     | Ferrari            | 70    | + 3,46         | 2        | 6        |
| 3        | 26 | Jacques Laffite    | Ligier-Matra       | 70    | + 35,38        | 6        | 4        |
| 4        | 3  | Jody Scheckter     | Tyrrell-Ford       | 70    | + 1:31,00      | 7        | 3        |
| 5        | 19 | Alan Jones         | Surtees-Ford       | 69    | + 1 kör        | 16       | 2        |
| 6        | 12 | Jochen Mass        | McLaren-Ford       | 69    | + 1 kör        | 18       | 1        |
| 7        | 28 | John Watson        | Team Penske-Ford   | 69    | + 1 kör        | 17       |          |
| 8        | 37 | Larry Perkins      | Boro-Ford          | 69    | + 1 kör        | 20       |          |
| 9        | 17 | Jean-Pierre Jarier | Shadow-Ford        | 69    | + 1 kör        | 14       |          |
| 10       | 16 | Tom Pryce          | Shadow-Ford        | 68    | + 2 kör        | 13       |          |
| 11       | 21 | Michel Leclère     | Wolf-Williams-Ford | 68    | + 2 kör        | 25       |          |
| 12       | 32 | Loris Kessel       | Brabham-Ford       | 63    | + 7 kör        | 23       |          |
| Kiesett  | 18 | Brett Lunger       | Surtees-Ford       | 62    | Elektronika    | 26       |          |
| Kiesett  | 8  | Carlos Pace        | Brabham-Alfa Romeo | 58    | Elektronika    | 9        |          |
| Kiesett  | 22 | Chris Amon         | Ensign-Ford        | 51    | Baleset        | 8        |          |
| Kiesett  | 11 | James Hunt         | McLaren-Ford       | 35    | Váltó          | 3        |          |
| Kiesett  | 34 | Hans-Joachim Stuck | March-Ford         | 33    | Felfüggesztés  | 15       |          |
| Kiesett  | 24 | Harald Ertl        | Hesketh-Ford       | 31    | Motorhiba      | 24       |          |
| Kiesett  | 4  | Patrick Depailler  | Tyrrell-Ford       | 29    | Motorhiba      | 4        |          |
| Kiesett  | 5  | Mario Andretti     | Lotus-Ford         | 28    | Féltengely     | 11       |          |
| Kiesett  | 33 | Patrick Nève       | Brabham-Ford       | 26    | Féltengely     | 19       |          |
| Kiesett  | 35 | Arturo Merzario    | March-Ford         | 21    | Motorhiba      | 21       |          |
| Kiesett  | 7  | Carlos Reutemann   | Brabham-Alfa Romeo | 17    | Motorhiba      | 12       |          |
| Kiesett  | 10 | Ronnie Peterson    | March-Ford         | 16    | Baleset        | 10       |          |
| Kiesett  | 6  | Gunnar Nilsson     | Lotus-Ford         | 7     | Baleset        | 22       |          |
| Kiesett  | 9  | Vittorio Brambilla | March-Ford         | 6     | Féltengely     | 5        |          |
| NK       | 30 | Emerson Fittipaldi | Fittipaldi-Ford    |       |                |          |          |
| NK       | 20 | Jacky Ickx         | Wolf-Williams-Ford |       |                |          |          |
| NK       | 25 | Guy Edwards        | Hesketh-Ford       |       |                |          |          |

## Statisztikák
Vezető helyen:
- Niki Lauda: 70 (1-70)

Niki Lauda 10. győzelme, 19. pole-pozíciója, 7. leggyorsabb köre, 2. mesterhármasa (gy, pp, lk)
- Ferrari 62. győzelme.

Jacky Ickx 100. versenye.